# Monster 4x4 3D
Monster 4x4 3D est un jeu vidéo de course développé par Ubisoft Pune et édité par Ubisoft, sorti en 2012 sur Nintendo 3DS.
Il fait suite à Monster 4x4: World Circuit et Monster 4x4: Stunt Racer.

## Accueil
Le jeu a été très mal reçu par la presse spécialisée :
- 4Players : 8 %[1]
- Jeuxvideo.com : 2/20[2]